# ليوكاديا (إماثيا)

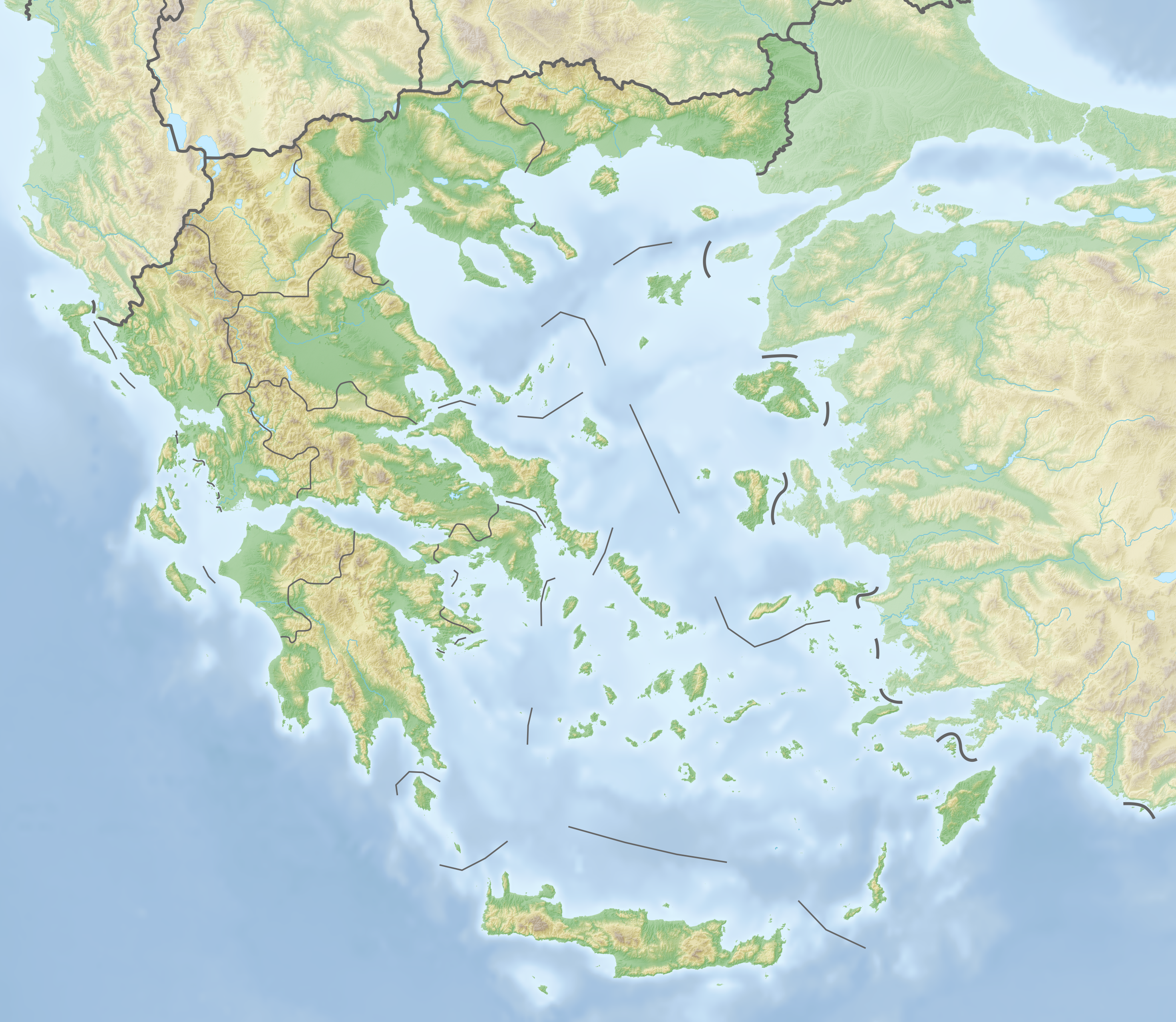

ليوكاديا (Λευκάδια) هي مدينة في إيماثيا في مقاطعة فوريا إلادا في اليونان.